# Julie Kohlrausch

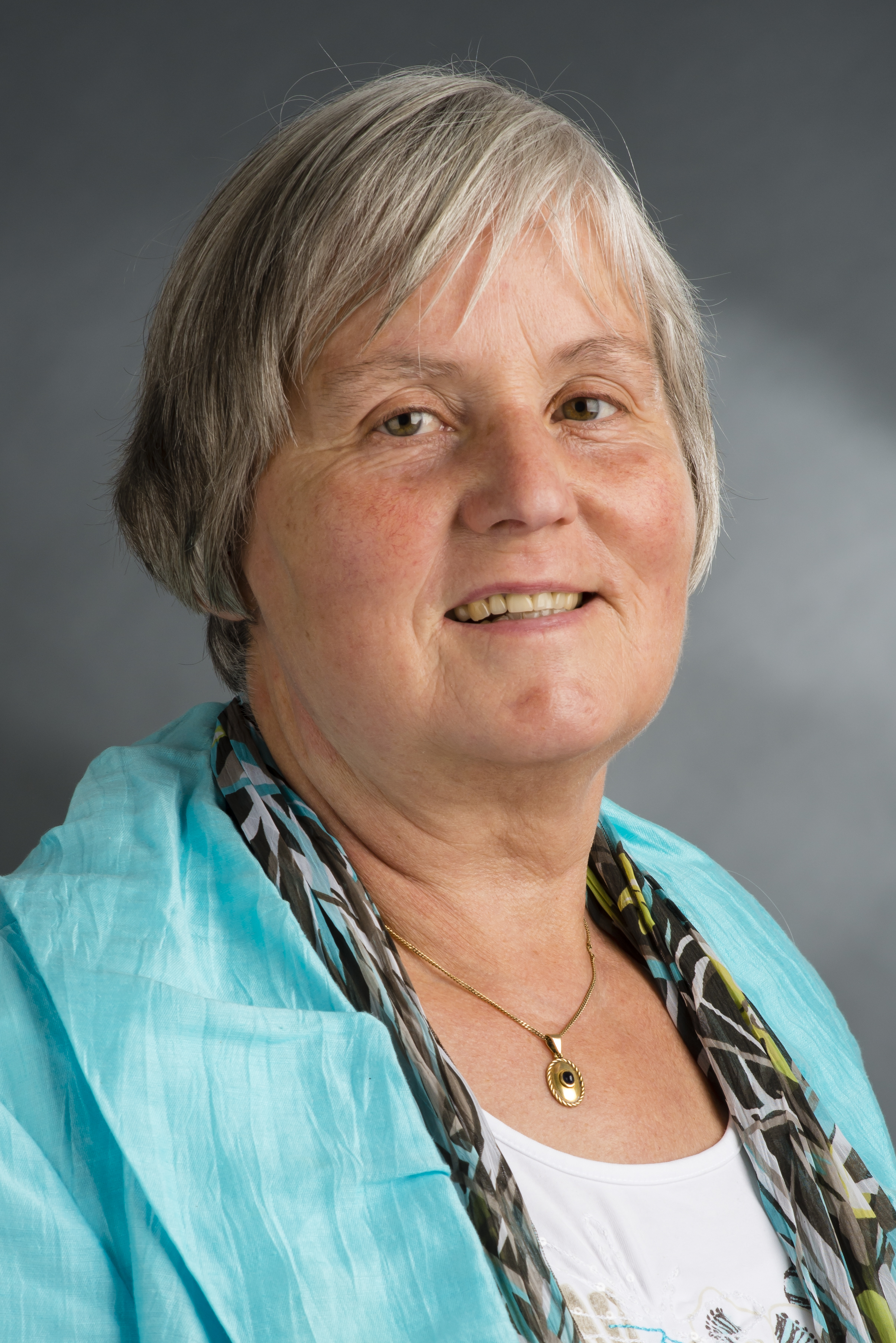
Julie Kohlrausch 2015

Julie Clementine Kohlrausch (* 18. Juni 1948 in Bremen) ist eine deutsche Politikerin (FDP) und war von 2015 bis 2019 Abgeordnete in der Bremischen Bürgerschaft.

## Biografie

### Familie, Ausbildung und Beruf
Kohlrausch ist die Tochter des Bremer Kaufmanns Christoph Kulenkampff und seiner Frau Julie (geb. Apelt), sowie Enkelin des Senators Hermann Apelt (1876–1960). 1966 legte sie ihr Abitur am Kippenberg-Gymnasium in Bremen ab. Anschließend absolvierte sie eine Ausbildung zur Schwesternhelferin beim Deutschen Roten Kreuz und arbeitete später wiederholt im Klinikum Bremen-Mitte. Von 1967 bis 1970 studierte sie an der Pädagogischen Hochschule Berlin und absolvierte dort das Staatsexamen als Lehrerin für Grund-, Haupt- und Realschulen. Seit Januar 1971 war sie im Bremischen Schuldienst tätig, von 1993 bis 2013 als Schulleiterin der Grund- und Ganztagsschule am Baumschulenweg.
2014/15 nahm Kohlrausch an einer Schulung des Ambulanten Kinderhospizdienstes Löwenherz teil. Hier betätigt sie sich ehrenamtlich.
Kohlrausch ist verwitwet, hat drei Söhne und wohnt in Bremen-Schwachhausen.

### Politik
Kohlrausch ist seit 1983 Mitglied der FDP. Bei der Bürgerschaftswahl im Mai 2015 wurde sie als Abgeordnete in die Bremische Bürgerschaft gewählt.
Zur Bürgerschaftswahl 2019 trat sie nicht erneut an.